# Jackson Quiñónez
Jackson Quiñónez, född den 12 juni 1980 i Esmeraldas i Ecuador, är en spansk friidrottare som tävlar i häcklöpning.
Quiñónez deltog vid Olympiska sommarspelen 2004 på 110 meter häck men blev utslagen i kvartsfinalen. Under 2007 blev han bronsmedaljör på 60 meter häck vid EM i Birmingham. Utomhus var han i final vid VM i Osaka där han slutade på sjunde plats. 
Under 2008 blev han sjua på 60 meter häck vid inomhus-VM 2008 i Moskva. Han var även i final vid Olympiska sommarspelen 2008 och slutade där åtta på 110 meter häck. 

## Personliga rekord
- 60 meter häck - 7,52
- 110 meter häck - 13,33